# Fernand Ravoux
Fernand Ravoux (Cambrai, 8 aprile 1876 – Cambrai, 15 novembre 1950) è stato un ginnasta francese.
Partecipò ai Giochi olimpici del 1900 di Parigi dove arrivò ventisettesimo nella gara degli esercizi combinati.